# NGC 4632
NGC 4632 (другие обозначения — UGC 7870, MCG 0-32-38, ZWG 14.110, UM 514, IRAS12399+0011, PGC 42689) — спиральная галактика (Sc) в созвездии Дева.
Этот объект входит в число перечисленных в оригинальной редакции «Нового общего каталога».
В галактике вспыхнула сверхновая SN 1946B, её пиковая видимая звездная величина составила 15,7.